# Dioryctria aulloi
Dioryctria aulloi is een vlinder uit de familie snuitmotten (Pyralidae). De wetenschappelijke naam is voor het eerst geldig gepubliceerd in 1930 door Barbey.
De soort komt voor in Europa.